# Pius Gervasi
Pius Gervasi OSB (* 26. Januar 1898 in Poschiavo; † 29. Oktober 1986) war ein Schweizer Benediktinerpater.

## Leben
Er studierte Theologie am Gallusstift Bregenz. Nach der Profess 1922 und der Priesterweihe 1925 war er Lehrer an der Klosterschule und Seelsorger (Rumein, Volksmissionär).

## Schriften (Auswahl)
- Sigisberto nella Rezia. Poschiavo 1924, OCLC 82527267.
- S. Maria Goretti. La martira dell’innocenza. Disentis 1959. opac.gr.ch
- Giuanna Bernadetta Mc Clory. Igl apiestel dell’intronisaziun dil ss. Cor de Jesus. Disentis 1964. opac.gr.ch
- Marisa Porcellana. Disentis 3. Auflage 1965. opac.gr.ch
- Giuseppina Vilaseca, la Goretti Spagnola, Disentis, 2. Auflage 1968. opac.gr.ch
- Mias experientschas cun las paupras olmas. Pareri scursaniu sur de Maria Simma, Disentis 1971. opac.gr.ch